# National Board of Review Awards 2018
La 90ª edizione dei National Board of Review Awards si è tenuta l'8 gennaio 2019 a New York.
I vincitori sono stati annunciati il 27 novembre 2018.

## Classifiche

### Migliori dieci film dell'anno
- Green Book, regia di Peter Farrelly
- La ballata di Buster Scruggs (The Ballad of Buster Scruggs) regia di Joel ed Ethan Coen
- Black Panther, regia di Ryan Coogler
- Copia originale (Can You Ever Forgive Me?), regia di Marielle Heller
- Eighth Grade - Terza media (Eighth Grade), regia di Bo Burnham
- First Reformed  - La creazione a rischio (First Reformed), regia di Paul Schrader
- Se la strada potesse parlare (If Beale Street Could Talk), regia di Barry Jenkins
- Il ritorno di Mary Poppins (Mary Poppins Returns), regia di Rob Marshall
- A Quiet Place - Un posto tranquillo (A Quiet Place), regia di John Krasinski
- Roma, regia di Alfonso Cuarón
- A Star is Born, regia di Bradley Cooper

### Migliori film stranieri
- Cold War (Zimna wojna), regia di Paweł Pawlikowski
- Burning, regia di Lee Chang-dong
- L'affido - Una storia di violenza (Jusqu'à la garde), regia di Xavier Legrand
- Lazzaro felice, regia di Alice Rohrwacher
- Il colpevole - The Guilty (Den skyldige), regia di Gustav Möller
- Un affare di famiglia (Manbiki kazoku?), regia di Hirokazu Kore'eda

### Migliori cinque documentari
- Alla corte di Ruth - RBG (RBG), regia di Betsy West e Julie Cohen
- Crime + Punishment, regia di Stephen Maing
- Free Solo, regia di Elizabeth Chai Vasarhelyi e Jimmy Chin
- Minding the Gap, regia di Bing Liu
- Three Identical Strangers, regia di Tim Wardle
- Won't You Be My Neighbor?, regia di Morgan Neville

### Migliori dieci film indipendenti
- Morto Stalin, se ne fa un altro (The Death of Stalin), regia di Armando Iannucci
- Charley Thompson (Lean on Pete), regia di Andrew Haigh
- Senza lasciare traccia (Leave No Trace), regia di Debra Granik
- Mid90s, regia di Jonah Hill
- Old Man & the Gun (The Old Man & the Gun), regia di David Lowery
- The Rider - Il sogno di un cowboy (The Rider)', regia di Chloé Zhao
- Searching, regia di Aneesh Chaganty
- Sorry to Bother You, regia di Boots Riley
- Quando eravamo fratelli (We the Animals), regia di Jeremiah Zagar
- A Beautiful Day - You Were Never Really Here (You Were Never Really Here), regia di Lynne Ramsay

## Premi
- Miglior film: Green Book, regia di Peter Farrelly
- Miglior regista: Bradley Cooper per A Star Is Born
- Miglior attore: Viggo Mortensen per Green Book
- Miglior attrice: Lady Gaga per A Star Is Born
- Miglior attore non protagonista: Sam Elliott per A Star Is Born
- Miglior attrice non protagonista: Regina King Se la strada potesse parlare (If Beale Street Could Talk)
- Miglior sceneggiatura originale: Paul Schrader per First Reformed - La creazione a rischio (First Reformed)
- Miglior sceneggiatura non originale: Barry Jenkins per Se la strada potesse parlare (If Beale Street Could Talk)
- Miglior film d'animazione: Gli Incredibili 2 (Incredibles 2), regia di Brad Bird
- Miglior performance rivelazione: Thomasin McKenzie per Senza lasciare traccia (Leave No Trace)
- Miglior regista esordiente: Bo Burnham per Eighth Grade - Terza media (Eighth Grade)
- Miglior film straniero: Cold War (Zimna wojna), regia di Paweł Pawlikowski
- Miglior documentario: RBG, regia di Betsy West e Julie Cohen
- Miglior cast: Crazy & Rich (Crazy Rich Asians)
- William K. Everson Film History Award: The Other Side of the Wind e They'll Love Me When I'm Dead
- Premio per la libertà di espressione: 
  - 22 luglio (22 July), regia di Paul Greengrass
  - Sulle sue spalle (On Her Shoulders), regia di Alexandria Bombach